# Federación Española de Deportes para Sordos
La Federación Española de Deportes para Sordos (FEDS) era una de las cinco asociaciones deportivas de la ONCE, que se desglosó de la Federación de Deportes de Minusválidos, que integraba el deporte de los discapacitados hasta 1990. Dichas asociaciones se han desarrollado con el paso del tiempo y ahora tienen sus propios Estatutos y Reglamentos,  son las siguientes:
- Federación Española de Deportes para Ciegos
- Federación Española de Minusválidos Físicos
- Federación Española de paralíticos cerebrales
- Federación Española de Deportes para Disminuidos Psíquicos
- Federación Española de Deportes para Sordos

Actualmente, la Federación Española de Deportes para Sordos, es la entidad encargada de organizar y promover la participación de personas sordas en eventos deportivos tanto a nivel nacional como internacional en España. La historia y creación de la FEDS están vinculadas al movimiento deportivo de las personas sordas en el país.
La Federación Española de Deportes para Sordos se estableció en 1991 como resultado de la unión de varias organizaciones y clubes deportivos que promovían la participación de personas sordas en el deporte. La creación de la federación fue un paso importante para consolidar y coordinar los esfuerzos en el desarrollo de programas deportivos adaptados para la comunidad sorda en España.
La FEDS trabaja en estrecha colaboración con el Comité Paralímpico Español (CPE) y otras entidades deportivas para garantizar que los atletas sordos tengan oportunidades de competir a nivel nacional e internacional. Además de organizar eventos y campeonatos para personas sordas en diferentes disciplinas deportivas, la FEDS también se encarga de representar a España en competiciones internacionales de deportes para sordos, como los Deaflympics, que son los Juegos Olímpicos para atletas sordos.
La creación de la FEDS ha sido fundamental para promover la inclusión de las personas sordas en el mundo del deporte en España, ofreciendo oportunidades de competir y desarrollarse en diversas disciplinas deportivas. La federación continúa trabajando en la promoción y el fomento del deporte entre la comunidad sorda en el país.

## Afiliaciones internacionales
La Federación Española de Deportes para Sordos (FEDS) está vinculada a organizaciones internacionales relacionadas con el deporte para personas sordas, como la International Committee of Sports for the Deaf (ICSD) y la European Deaf Sports Organisation (EDSO). Estas organizaciones desempeñan un papel fundamental en la promoción, regulación y coordinación del deporte para personas sordas a nivel mundial y europeo, respectivamente.
- ICSD (International Committee of Sports for the Deaf): La ICSD es la entidad internacional encargada de supervisar y organizar los Deaflympics, que son los Juegos Olímpicos para atletas sordos. La FEDS está afiliada a la ICSD y trabaja en colaboración con esta organización para asegurar que los atletas sordos españoles tengan la oportunidad de participar en los Deaflympics y competir a nivel internacional. La ICSD establece las reglas y regulaciones para las competencias deportivas para personas sordas y garantiza que se mantengan los estándares de calidad en estos eventos.
- EDSO (European Deaf Sports Organisation): La EDSO es la organización europea que promueve y coordina el deporte para personas sordas en Europa. La FEDS también está afiliada a la EDSO y trabaja junto a esta organización para organizar competiciones y eventos deportivos a nivel europeo. La EDSO es responsable de la organización de los Campeonatos Europeos de Deportes para Sordos y otras competiciones regionales.

En cuanto a la participación de la FEDS en los Deaflympics (antiguamente conocidos como Juegos Silenciosos), es importante destacar que estos son el evento deportivo más destacado a nivel mundial para atletas sordos. La FEDS se encarga de seleccionar y preparar a los atletas sordos españoles que participan en los Deaflympics. Estos juegos se celebraron por primera vez en 1924 en París, con el visto bueno del Comité Olímpico Internacional (COI) y abarcan una amplia gama de deportes y se celebran cada cuatro años, al igual que los Juegos Olímpicos convencionales. La participación en los Deaflympics es un objetivo importante para los atletas sordos de España, y la FEDS desempeña un papel crucial en su preparación y participación en este evento internacional.
La FEDS trabaja en estrecha colaboración con la ICSD y la EDSO para promover el deporte para personas sordas en el ámbito internacional y europeo. También juega un papel fundamental en la preparación y participación de los atletas sordos españoles en los Deaflympics, los juegos más importantes de su tipo a nivel mundial.

## El deporte para sordos en España
La Federación Española de Deportes para Sordos (FEDS) está integrada en el Comité Paralímpico Español (CPE) y el Consejo Superior de Deportes (CSD) en España de la siguiente manera:
- Comité Paralímpico Español (CPE): El Comité Paralímpico Español es la entidad encargada de coordinar y promover la participación de atletas con discapacidades en los Juegos Paralímpicos y otras competiciones deportivas a nivel internacional. La FEDS forma parte del CPE como una federación deportiva más, dado que los atletas sordos se consideran atletas con discapacidades en el contexto paralímpico. Esta afiliación al CPE permite que la FEDS tenga acceso a recursos y apoyo para la preparación y participación de sus atletas en eventos paralímpicos, como los Deaflympics.
- Consejo Superior de Deportes (CSD): El Consejo Superior de Deportes es el organismo gubernamental en España encargado de supervisar y regular el deporte en el país. La FEDS también está integrada en el CSD como una federación deportiva más. Esta integración permite que la FEDS trabaje en estrecha colaboración con el CSD para recibir apoyo financiero, asesoramiento y recursos para el desarrollo del deporte para personas sordas en España. Además, el CSD ayuda a garantizar que se cumplan las normativas y regulaciones deportivas en el ámbito nacional.

En conjunto, la FEDS trabaja en coordinación con el CPE y el CSD para promover y apoyar la participación de atletas sordos en eventos deportivos tanto a nivel nacional como internacional. Esta integración en estas organizaciones les brinda a los atletas sordos españoles la oportunidad de competir en competiciones paralímpicas y recibir el apoyo necesario para su desarrollo deportivo.

## Modalidades y especialidades
Los deportes en los que se puede participar son:
1. Ajedrez
2. Atletismo
3. Bádminton
4. Baloncesto
5. Balonmano
6. Billar
7. Boxeo
8. Ciclismo
9. Ciclismo de Montaña
10. Frontenis (pelota)
11. Fútbol
12. Fútbol Sala
13. Judo
14. Karate
15. Lucha grecorromana
16. Lucha Libre Olímpica
17. Natación
18. Orientación
19. Pádel
20. Pentatlón
21. Pesca
22. Petanca
23. Surf
24. Taekwondo
25. Tenis
26. Tenis de Mesa
27. Tiro con arco
28. Tiro Olímpico
29. Triatlón
30. Voleibol y sus especialidades
31. Waterpolo
32. Curling
33. Esquí alpino
34. Esquí de fondo
35. Hockey sobre hielo
36. Snowboard

## Junta Directiva
- Presidente: Antonio Jesús de la Rosa del Pino
- Vicepresidente: José Manuel Barrero López
- Secretario General: Roberto Carlos Sánchez Barea
- Tesorero: Jaime Deu Egea
- Director Técnico: Javier Soto Rey